# Valle Alegre (Chile)
Valle Alegre es una localidad rural chilena de la Comuna de Quintero en la Región de Valparaíso. 

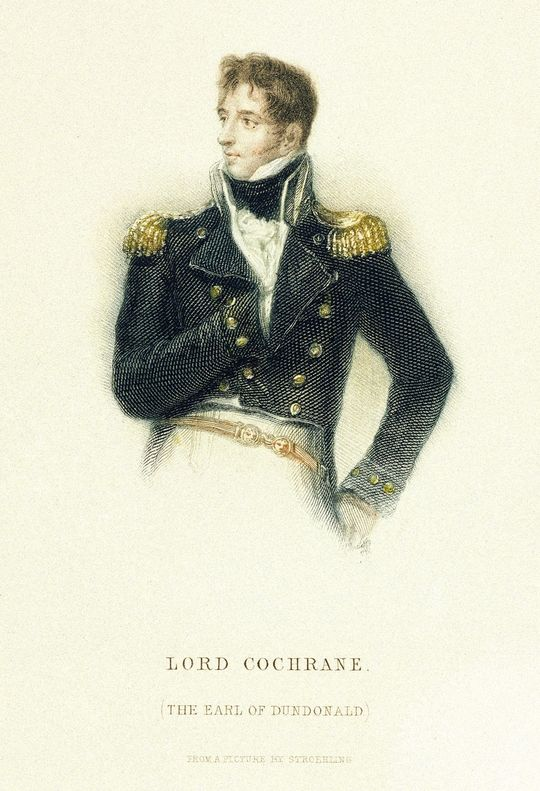
Lord Thomas Cochrane

En 1820 Lord Thomas Cochrane, Conde de Dundonald, adquiere la hacienda de Valle Alegre y construye una casa patronal con el objeto de dedicarse a la agricultura. En 1822 es el primero en cultivar zanahorias y nabos en Chile, además de traer moderna maquinaria agrícola inglesa.
Junto a Cochrane llega la escritora inglesa María Graham quien en su libro Diario de mi residencia en Chile, destaca en forma muy especial la belleza del valle y sus alrededores: "[...] región rodeada de parajes con exuberante vegetación y lagunas en las que habitan diversas especies acuáticas." El mismo año que María Graham estaba en la zona, el pueblo fue sacudido por un violento terremoto muy destructivo que destruye la casa patronal de Cochrane.
En 1834 el naturalista inglés Charles Darwin visita la bahía de Quintero, realizando algunas observaciones sobre los conchales en su camino hacia el pueblo de Quillota.
En diciembre de 2010 se inaugura la "Casa Museo de Cochrane" y el jardín botánico en la hacienda del otrora almirante de la Primera Escuadra Nacional.